# Space Invaders
Vous lisez un « bon article » labellisé en 2009.
Pour les articles homonymes, voir Invader.
Space Invaders スペースインベーダー (Supēsu Inbēdā) est un jeu vidéo développé par la société japonaise Taito, sorti en 1978 sur borne d'arcade. Il s'agit d'un shoot 'em up fixe. Tomohiro Nishikado conçoit et programme le jeu, en s'inspirant de plusieurs médias populaires de l'époque tels que Breakout ou La Guerre des mondes. Considéré comme le premier archétype du shoot them up, il est aussi l'un des titres les plus influents et célèbres de l'histoire du jeu vidéo.
Le principe est de détruire des vagues d'aliens au moyen d'un canon laser en se déplaçant horizontalement sur l'écran. Il fait partie des classiques du jeu vidéo au même titre que Pac-Man et d'autres de ses contemporains. Il contribue à élargir l'industrie du jeu vidéo au niveau mondial. Space Invaders rencontre un énorme succès populaire. Après sa sortie au Japon, il aurait entraîné une pénurie de pièces de 100 yens.[réf. nécessaire] En 2007, Taito annonce que le jeu a rapporté 500 millions de dollars de recettes depuis sa parution.
Ce jeu influence beaucoup de titres et connaît plusieurs suites. Il est adapté sur de nombreux supports (Atari 2600, Atari 5200, MSX, NES, etc.). En 1980, la sortie de la version pour l'Atari 2600 permet de quadrupler les ventes de la plate-forme. De ce fait, il devient le premier titre dit « killer application » pour les consoles de jeux vidéo. Space Invaders est référencé et parodié dans de nombreuses émissions de télévision et expositions culturelles. La représentation par des pixels des aliens dans le jeu devient une icône médiatique pour symboliser le monde des jeux vidéo.

## Système de jeu
Space Invaders est un shoot 'em up fixe en deux dimensions. Le joueur contrôle un canon laser qu'il peut déplacer horizontalement, au bas de l'écran. Dans les airs, des rangées d'aliens se déplacent latéralement tout en se rapprochant progressivement du sol et en lançant des missiles. L'objectif est de détruire avec le canon laser une vague ennemie, qui se compose de cinq rangées de onze aliens chacune, avant qu'elle n'atteigne le bas de l'écran. Le joueur gagne des points à chaque fois qu'il détruit un envahisseur. Le jeu n'autorise qu'un tir à la fois et permet d'annuler ceux des ennemis en tirant dessus. La vitesse et la musique s'accélèrent au fur et à mesure que le nombre d'aliens diminue. L'élimination totale de ces derniers amène une nouvelle vague ennemie plus difficile, et ce indéfiniment. Le jeu ne se termine que lorsque le joueur perd, ce qui en fait le premier jeu sans fin,,.
Les aliens tentent de détruire le canon en tirant dessus pendant qu'ils s'approchent du bas de l'écran. S'ils l'atteignent ou arrivent jusqu'au sol, ils ont réussi leur invasion et le jeu est fini. De temps en temps, un vaisseau spatial apparait tout en haut de l'écran et fait gagner des points bonus s'il est détruit. Quatre bâtiments destructibles permettent au joueur de se protéger des tirs ennemis. Ces défenses se désintègrent progressivement sous l'effet des projectiles adverses et de ceux du joueur. Le nombre de bâtiments n'est pas le même d'une version à l'autre,,,.

## Développement

### Genèse
Space Invaders est créé par Tomohiro Nishikado. Ce dernier a mis un an à concevoir le jeu et à développer le matériel nécessaire pour le produire. Ses sources d'inspirations sont diverses. Nishikado adapte les mécaniques de jeu de Space Monsters, un titre réalisé par Taito en 1972, et s'inspire d'un de ses rêves où il a vu des écoliers japonais attendant le Père Noël se faire attaquer par des extraterrestres,. Il est aussi influencé par Breakout, un jeu d'arcade créé par Atari en 1976. Nishikado souhaite réaliser un jeu similaire où il faut terminer des niveaux, mais avec des graphismes plus fouillés. Les premiers modèles ennemis comprennent essentiellement des chars d'assaut, des avions de combat et des cuirassés. Cependant, Nishikado n'est pas satisfait de leurs mouvements ; les développeurs sont limités techniquement pour simuler un vol aérien,. D'autre part, le créateur, dans le respect de la philosophie morale, se refuse à introduire des hommes en tant qu'adversaires, car détruire la vie humaine n'est pas éthique. Il ajoute une difficulté à la création du jeu, la gestuelle d'êtres vivants étant plus facile à reproduire,. Après avoir vu un magazine évoquant Star Wars, épisode IV : Un nouvel espoir, Nishikado décide d'utiliser le thème de l'espace dans son jeu. Il abandonne l'idée de départ des ennemis et s'inspire d'un livre écrit par H. G. Wells : La Guerre des mondes. Il conçoit des images matricielles de poulpes qui ressemblent aux machines extraterrestres du roman. Il se base ensuite sur d'autres animaux similaires : le calmar et le crabe,. À l'origine, le jeu devait s'intituler Space Monsters, en référence à une chanson populaire japonaise : « Monster ». Mais Nishikado le change en Space Invaders.

### Matériel

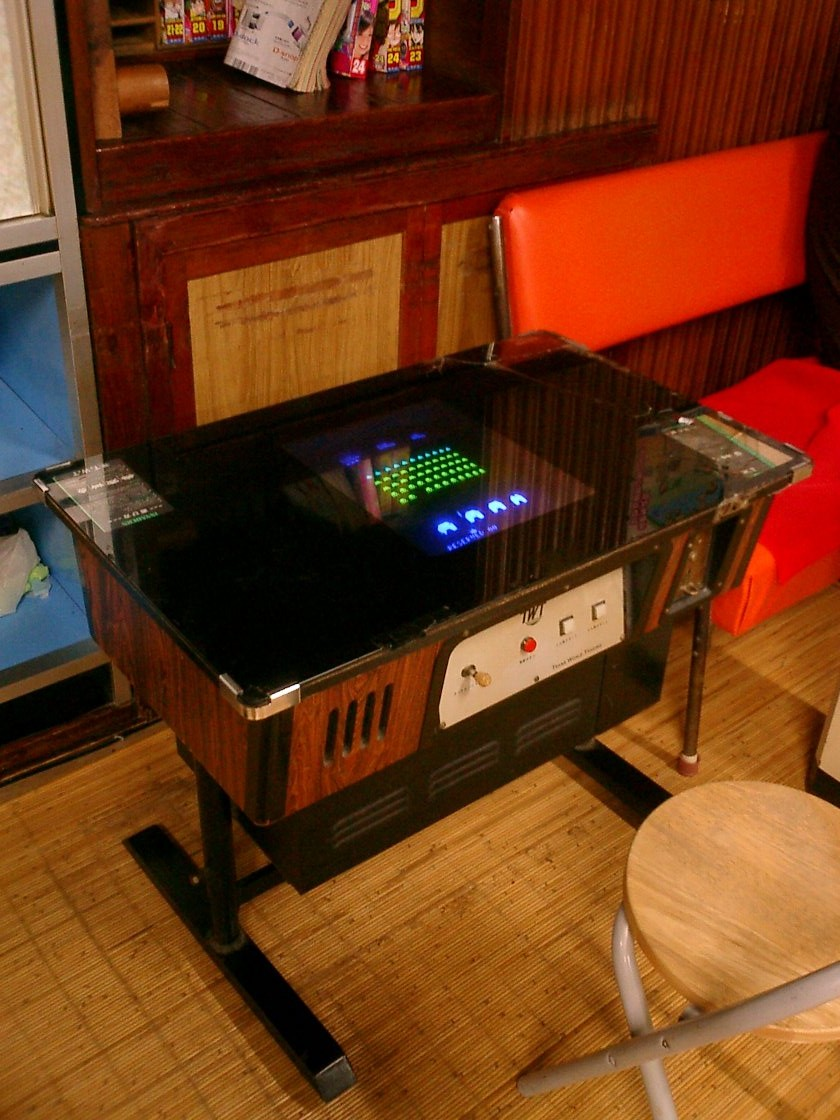
Le modèle table de Space Invaders.

Au Japon, lors de la création de Space Invaders, le matériel micro-informatique n'est pas assez performant et ne peut pas reproduire les tâches complexes du jeu. Nishikado conçoit son propre matériel et ses outils de développement,. Le titre utilise un processeur Intel 8080, des données graphiques sous forme de trame sur un moniteur CRT et un son monophonique généré par des circuits analogiques,,. Malgré cela, Nishikado n'est pas en mesure de programmer le jeu comme il le souhaite — le système d'exploitation n'est pas assez puissant pour afficher des graphismes en couleur ou déplacer les ennemis plus rapidement — et considère que la partie la plus difficile du processus est de développer le matériel informatique nécessaire,. Après la programmation du jeu, l'auteur se rend compte que plus le joueur élimine les aliens, plus ils se déplacent rapidement à l'écran. Cela est dû à la baisse du nombre d'ennemis permettant un gain de temps d'affichage et de traitement. L'effet n'est pas prévu à l'origine, mais Nishikado décide de le garder afin de proposer un défi au joueur.
La première version de Space Invaders sort sur bornes d'arcade sous forme de table, dite cocktail, dans laquelle est incrusté l'écran. Ce dernier affiche des couleurs en noir et blanc. Le joueur joue assis grâce à un joystick et à un unique bouton. Midway Manufacturing Company édite le jeu sous un format vertical aux États-Unis. Cette borne utilise des bandes de cellophane orange et vertes sur l'écran pour simuler des graphismes en couleur. Le moniteur reflète un décor peint, comme un fond d'écran, ayant pour thème l'espace. Une version utilisant la technique de la cellophane pour imiter les couleurs sort également au Japon. Celle-ci dispose d’artworks inédits : des ennemis humanoïdes non présents dans la version originale. Nishikado attribue ce travail à l'artiste qui a travaillé avec lui au début de la conception de Space Invaders, plutôt que d'évoquer l'enjeu graphique.

### «High-Score»
Le score le plus élevé à Space Invaders a été atteint le 2 septembre 1980 par Eric Furrer à l'âge de 12 ans à Toronto, Ontario, Canada au terme de la session marathon la plus longue. Il a obtenu le score record de 1 114 020 en 38 heures et 30 minutes en jouant entre le 29 août et le 2 septembre 1980. La machine sur laquelle il a joué était équipée d'un bouton spécial qui lui permettait d'arrêter le jeu pendant les pauses pour aller aux toilettes. Le score se remettant à zéro tous les 10 000, il a remis à zéro le compteur 111 fois durant sa partie.

## Accueil

### Exploitation

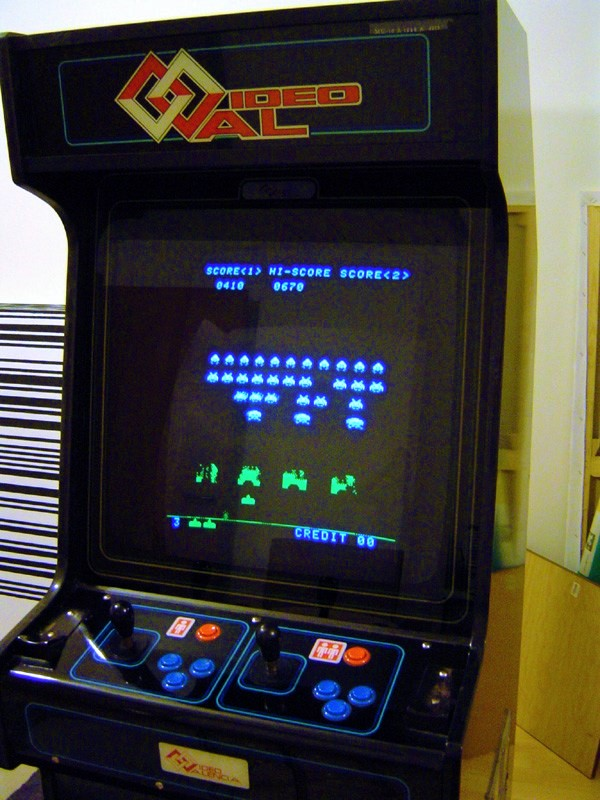
Une borne d'arcade Space Invaders.

Space Invaders est l'un des plus grands succès de l'histoire du jeu vidéo sur borne d'arcade. Quelques mois après sa sortie au Japon en 1978, le titre devient très populaire. Il déclenche un véritable phénomène culturel et aurait même provoqué une pénurie de pièces de monnaie qui aurait obligé le gouvernement à quadrupler la production de yen,,,. Le triomphe de Space Invaders devient international après sa sortie dans le reste du monde. C'est le premier succès massif après Pong et le premier du genre pour une production japonaise. Taito produit 100 000 machines d'arcade pour le marché japonais,. Midway Manufacturing Company acquiert les droits d'exploitation du jeu aux États-Unis. On estime que 350 000 unités ont été produites au niveau mondial dont 60 000 unités pour les États-Unis. En 2007, l'éditeur Taito annonce que les profits liés aux ventes du jeu s'élèvent à 500 millions de dollars,. Les bornes d'arcade de Space Invaders deviennent des objets de collection rares et très recherchés par les fans, que ce soit la version verticale ou la version table. En 1980, Space Invaders paraît sur l'Atari 2600. C'est le premier jeu d'arcade licencié pour le marché des systèmes familiaux. Il permet de quadrupler le chiffre d'affaires de la plate-forme et devient ainsi le premier titre dit « killer application » de l'histoire des jeux vidéo,.

### Impact
Shigeru Miyamoto, une des plus grandes figures du monde vidéoludique, affirme que Space Invaders a révolutionné l'industrie du jeu vidéo. Avant sa sortie, Miyamoto déclare qu'il n'était pas intéressé par les jeux vidéo. Plusieurs publications attribuent l'expansion de l'industrie vidéoludique au niveau mondial au succès de ce jeu. Edge note que la présence des bornes d'arcade dans d'autres endroits que les bars et les salles d'arcade, comme les restaurants ou les magasins, s'est développée grâce à Space Invaders. Selon The Observer, l'adaptation du titre sur les consoles est un succès et encourage plusieurs joueurs à apprendre la programmation ; de nombreuses personnes qui plus tard seront des acteurs majeurs de cette industrie. 1UP.com note que Space Invaders permet aux jeux vidéo de s'élever au niveau des grands médias de divertissement, comme les films, la musique et la télévision. IGN confère le lancement du phénomène de l'arcade en Amérique du Nord à Space Invaders. Game Informer le juge avec Pac-Man comme un des jeux d'arcade les plus célèbres, ayant touché la culture populaire et engendré un enthousiasme sans précédent durant l'âge d'or des jeux d'arcade. En 2007, le Livre Guinness des records le cite dans son classement des meilleurs jeux d'arcade, et IGN l'inclut dans sa liste des dix titres les plus influents de l'histoire des jeux vidéo,. Le jeu est l'une des entrées de l'ouvrage Les 1 001 jeux vidéo auxquels il faut avoir joué dans sa vie.

### Influence
Space Invaders est l'un des premiers shoot 'em up. Son influence est sans précédent. Il contribue à ouvrir la voie au genre et influence de nombreux titres,. C'est le premier jeu à offrir un entracte au joueur dans son gameplay et à utiliser le concept du scoring,,, qui consiste à enregistrer les meilleurs scores grâce à un système de sauvegarde intégré. IGN le classe huitième dans son classement des dix plus grands classiques du shoot them up. Space Invaders inspire le développement de nombreux jeux, et connait plusieurs suites et adaptations. Son concept, basé sur le déplacement d'un vaisseau sur un seul axe, donne lieu à des variantes célèbres comme Galaxian en 1979 et Galaga en 1981 de Namco. On peut citer également Moon Alien en 1979 de Nichibutsu ou Phoenix en 1980 de Amstar. En 2002, Taito édite Space Raiders (en), un jeu de tir à la troisième personne rappelant Space Invaders,.
Les clones se sont multipliés de façon fulgurante dans le paysage vidéoludique, si bien que la plupart des systèmes familiaux possèdent leur version du jeu : Space Intruders, Space Invasion, Super Invaders, Oric Invaders, Space Attack, Alien Invaders, etc. Les droits du jeu original ne sont pas protégés suffisamment par Taito, seule la marque déposée Space Invaders tombe sous le coup de la législation. Le manque à gagner est important. Par exemple, Space Armada, commercialisé par Mattel Electronics sur la console Intellivision, s'écoule à 931 000 exemplaires.
| Quelques clones de Space Invaders |
| --- |
| En salle d'arcade - Space Attack (1978, Video Games GmbH) - Space King (1978, Konami) - IPM Invaders (1979, Irem) - Cosmic Monsters (1979, Universal) - Jatre Specter (1979, Jatre) - Space Attack (1979, Sega) - Space War (1979, Sanritsu) - Space Intruder (1980, Shoei) Sur ordinateurs personnels - Invaders (1978, Exidy Sorcerer), - Space Invasion (1980, Microtan 65 (en)) - Avenger (1981, Atari & Commodore sur VIC-20, CMAX et C64) - Color Space Invaders (1981, Dragon Data sur TRS-80 CoCo, Dragon 32/64) - Space Assault (1981, TRS-80 CoCo) - TI Invaders (1981, Texas Instruments sur TI-99/4A) - Sneakers (1981, Sirius Software sur Apple II) - Invaders (1982, Artic sur ZX Spectrum; Texas IJK sur Acorn Electron) - Super Invaders (1982, Acornsoft (en) sur BBC Micro) - Space Intruders (1982, Quicksilva sur ZX Spectrum) - Space Raiders (1982, Sinclair Research sur ZX Spectrum) - Spectral Invaders (1982, Bug-Byte sur ZX Spectrum) - Bandits (1983, Sirius Software sur Apple II) - Oric Invaders (1983, Arcadia Software sur Oric) - Invade-A-Load ! (1987, Richard Aplin sur C64) - Shoot'em Up! (2015, Canevali Arts sur Internet) Sur consoles de jeu - Pepsi Invaders (1979, Atari sur Atari 2600) - Alien Invaders: Plus! (1980, Magnavox sur Odyssey 2) - Space Armada (1981, Mattel sur Intellivision) |

## Adaptations et suites

### Adaptations
Space Invaders est adapté sur de nombreuses consoles de jeux vidéo. Il est officiellement transposé sur Atari 2600, Atari 8-bit (1980), Atari 5200 (1982), MSX, Thomson Gamme MOTO (sous le titre « Invaders »), NES, SG-1000 (1985) et Game Boy (1990). Ces différentes adaptations bénéficient généralement de modifications graphiques et d'options de jeux supplémentaires par rapport à la version originale sur borne d'arcade. Par exemple, les bâtiments servant de défense au canon du joueur se déplacent, certains ennemis possèdent des tirs en zigzag, d'autres aliens sont invisibles ou un mode deux joueurs en coopératif est disponible. Les premières consoles, comme l'Atari 2600, présentent des graphismes simplistes, contrairement aux supports plus récents, comme la Super Nintendo et la PlayStation, qui proposent une mise à jour graphique importante. Plusieurs modes de jeu font leurs apparitions et intègrent de nouveaux éléments au concept original. Par exemple, dans Space Invaders Extreme, sorti sur Nintendo DS et PlayStation Portable en 2008, le gameplay innove en proposant une expérience synesthésique basé sur les couleurs et le son,. Sur la plate-forme de téléchargement de la Wii, le WiiWare, un spin-off intitulé Space Invaders Get Even (en) permet au joueur de contrôler les aliens au lieu du canon laser,. En 1980, Midway Manufacturing Company sort une version flipper du titre. Ce dernier garde certains éléments du jeu original mais inclut des aliens qui ressemblent aux xénomorphes des films Alien. L'entreprise Midway Manufacturing Company est poursuivie en justice par le créateur de ces monstres, Hans Ruedi Giger, à la suite de ce plagiat. Les différentes adaptations de Space Invaders connaissent plus ou moins de succès en fonction du support. La version Atari 2600 est une réussite tandis que la version Nintendo Entertainment System reçoit un accueil mitigé.

### Suites
Taito réalise plusieurs suites sur borne d'arcade basées sur le concept du jeu original. En 1980, Space Invaders Part II est le premier à sortir, il arbore des graphismes en couleur et intègre de nouveaux éléments dans le système de jeu. Cette version est éditée aux États-Unis sous le nom de Deluxe Space Invaders (ou Space Invaders Deluxe) et comporte quelques nouveautés : une palette graphique de couleur différente et une ville lunaire en fond d'écran. Une autre suite, nommée Space Invaders II, est sortie uniquement aux États-Unis. Celle-ci sort en version table et inclut un mode compétition à deux joueurs. Durant l'été 1985, Return of the Invaders paraît dans le monde. Il contient une nouvelle mise à jour graphique en couleurs et de nouveaux mouvements et attaques plus complexes pour les aliens. Plus tard, sur borne d'arcade suivent Super Space Invaders '91, Space Invaders DX, et Space Invaders '95 (es). Chacun de ces jeux inclut des ajouts mineurs au niveau du gameplay. Comme pour le jeu original, certaines suites sur borne d'arcade sont devenues des objets de collections, rares pour quelques-unes d'entre elles.
Space Invaders et ses différentes suites sont inclus dans plusieurs compilations de jeux vidéo. Commercialisé en 2003 à l'occasion du 25e anniversaire de la série, Space Invaders Anniversary est une borne d'arcade qui propose les neuf versions de Space Invaders parues jusqu'ici en arcade, à la fois dans leur version originale et dans une version spéciale avec des effets graphiques inédits,. Ce jeu est commercialisé sur PlayStation 2 et s'écoule à plus de 100 000 exemplaires au Japon. En 2005, un titre similaire intitulé Space Invaders Pocket paraît sur la PlayStation Portable au Japon. Space Invaders, Space Invaders Part II et Return of the Invaders sont compris dans le titre Taito Legends, une compilation regroupant les grands classiques des jeux d'arcade réalisés par Taito. Ce dernier est sorti en 2005 sur PlayStation 2, Xbox et Microsoft Windows,. Space Invaders DX et Space Invaders '95 sont inclus dans Taito Legends 2, un jeu sorti en 2006 et correspondant à la suite de la compilation Taito Legends.

## Culture populaire

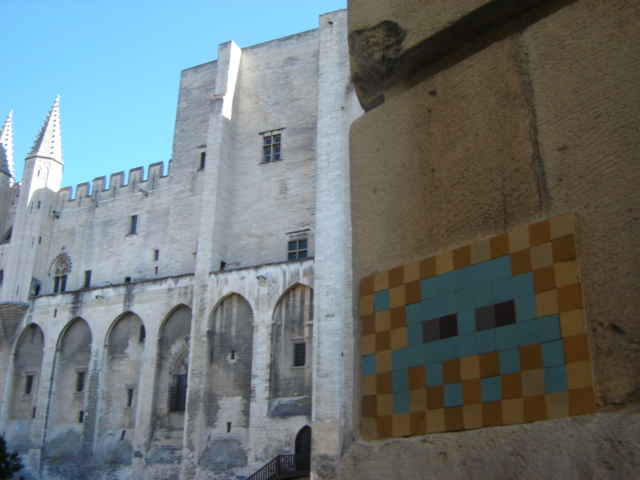
Un « envahisseur » réalisé par Invader dans le centre-ville d'Avignon.

Le jeu fait de nombreuses apparitions dans la culture populaire. Plusieurs séries télévisées diffusent des épisodes faisant référence ou parodiant un des éléments du jeu tels que Dare Dare Motus, That '70s Show, Scrubs, Robot Chicken ou Futurama,. Beaucoup de sites web et de publications diverses utilisent la représentation en pixel des aliens de Space Invaders comme icône graphique pour symboliser le monde des jeux vidéo en général, comme Electronic Gaming Monthly, un magazine de jeux vidéo, le site Ars Technica ou les concerts événements de Video Games Live. Video Games Live reprend également la musique de Space Invaders dans le cadre rétro des « Classic Arcade Medley ». En 2008, en l'honneur du trentième anniversaire du jeu, Taito produit un album intitulé Space Invaders 2008. Il est publié par Avex Trax et propose des musiques inspirées par le jeu. Un thème musical vidéo est également publié sur le portail du site Web par Taito.
Depuis les années 1990, le jeu est détourné par Invader, un artiste street français qui envahit des villes du monde entier avec des mosaïques, toutes différentes, inspirées des graphismes de Space Invaders et d'autres jeux vidéo de l'époque. Il assimile la mosaïque à du pixel numérique qu'il cimente sur les murs de la ville et réalise des cartes les représentant. Agissant dans l'anonymat, toutes ses actions sont archivées, on peut en voir une partie sur son site internet,.
En 2006, Space Invaders est sélectionné parmi d'autres jeux vidéo pour représenter le Japon par l'agence des affaires culturelles du pays,. La même année, le titre fait partie de l'exposition Game On au Science Museum de Londres. Ce projet a pour objectif de présenter les différents aspects de l'histoire du jeu vidéo, de son développement et de sa culture. Au festival Belluard Bollwerk International en 2006 à Fribourg en Suisse, l'artiste Guillaume Reymond présente un court-métrage d'animation de trois minutes où il reproduit à l'échelle humaine une partie de Space Invaders. Il remplace les pixels par des personnes réelles. Cette vidéo est présentée dans le cadre du projet « Gameover ». Elle nécessite la contribution de 67 figurants. En 2008, à l'exposition ART GH de la Games Convention à Leipzig, en Allemagne, un art game intitulé Invaders! et basé sur le système de jeu de Space Invaders est présenté au public. Celui-ci provoque de vives critiques, notamment à cause de certains éléments qui rappellent les attentats du 11 septembre 2001.
Le jeu influence également des entreprises spécialisées dans les jeux de hasard. Ainsi, la Française des jeux s'est grandement inspirée du jeu Space Invaders pour créer et commercialiser en avril 2017 son jeu interactif « Retro Arcader ».